# دوري ساحل العاج الدرجة الأولى
دوري ساحل العاج الأول لكرة القدم هي مسابقة كرة القدم بين أندية ساحل العاج .الفائز في دورة 2017-18 هو سيوي سبورت دي سان بيدرو. أما الأكثر فوزاً فهو أسيك أبيدجان.